# Climat de l'Argentine
| - BWh - BWk - BSh - BSk |  | - Csa - Csb - Dsb |  | - Cwa - Cwb |  | - Cfa - Cfb - Cfc |  | ET |

Carte des climats en Argentine selon la classification de Köppen.

Le climat de l'Argentine est différent selon les régions, son climat principal est le climat subtropical humide, mais d'autres sont aussi bien présents, comme le climat désertique en Patagonie, le climat semi-aride, le climat océanique ou celui de la toundra dans la Terre de Feu. On y retrouve également le couloir des tornades sudaméricaines, l'un des plus actifs au monde.

## Répartition
D'abord subtropical au nord, le climat devient tempéré dans le Rio de la Plata puis froid en Patagonie et en Terre de Feu.
L'altitude (de −100 m à presque 7 000 m) et la longueur du pays (du 22e parallèle sud jusqu'au 55e parallèle sud) font des climats divers dans l'Argentine.
C'est un pays globalement désertique, en dehors de la partie septentrionale, très humide. Les régions du Nord-Ouest au Sud-Est sont désertiques, c'est ce que l'on appelle la "diagonale aride".

### Nord-Est
Le Nord est subtropical humide (codes Cfa ou Cwa dans la classification de Köppen), les hivers sont doux, plus secs et parfois froids et les étés sont chauds et humides.

### Nord-Ouest
Ces régions sont généralement sèches et chaudes (codes BW ou BS dans la classification de Köppen), elles connaissent des étés caniculaires.

### Extrême-Nord
Le climat y est presque tropical : l'hiver est doux, sec, parfois frais et l'été est chaud et humide.

### Pampa humide
La Pampa concentre la majorité de la population et de la production du pays, grâce au climat tempéré (codes Cfa ou Cfb dans la classification de Köppen) avec des étés longs et chauds et des hivers doux. Le climat s'assèche et devient progressivement continental lorsqu'on s'éloigne de l'océan.

### Patagonie
La Patagonie est la région la plus froide et la plus sèche, mais le climat varie beaucoup d'un endroit à l'autre : il est sec et doux sur la côte, très sec et rigoureux au centre, et très humide et un peu moins rigoureux dans les vallées des Andes car ces régions subissent les courants marins du Pacifique. La classification de Köppen considère la grande partie de la Patagonie avec le code BWk, un climat désertique froid.
Les étés peuvent être chauds sur la côte.

### Extrême-Sud
L'extrême sud possède un climat océanique frais et humide (codes Cfb ou Cfc dans la classification de Köppen) ou un climat de toundra (code ET dans la classification de Köppen). Les hivers sont semblables à ceux de l'ouest de la Patagonie, avec beaucoup de pluie et de neige. L'été est une saison peu marquée comme tous les climats subpolaires océaniques.

## Températures

### Nord-Est
malgré le fait que toutes les régions du pays peuvent avoir des températures autour de 0 °C.

### Nord-Ouest
La moyenne des températures atteint 36 °C à certains endroits, avec des températures très élevées avoisinant souvent 45 °C.

### Extrême-Nord
Les températures moyennes sont autour de 20 °C le jour, et de 10 °C la nuit, avec des périodes de 30 °C avec des journées plus fraîches où la température descend en dessous de 10 °C, et des nuits proches de 0 °C.

### Pampa
L'été est une saison chaude et humide, comme la majorité des climats subtropicaux et tempérés, la température oscille autour de 30 °C le jour et 17 °C la nuit.
Les hivers sont doux : environ 15 °C le jour et environ 4 °C la nuit.

### Patagonie

#### Patagonie côtière
L'été y est habituellement chaud, mais les températures peuvent être assez froides, où l'eau n'atteint les 20 °C que quelquefois dans quelques endroits précis.

#### Patagonie centrale
Sur les plateaux du centre de la Patagonie, les étés sont tièdes mais les nuits sont froides (en dessous de 10 °C, avec du gel parfois en plein été) et les hivers sont assez rigoureux, avec des moyennes proches de 0 °C dans plusieurs endroits, accompagnées de chutes de neige fréquentes mais peu abondantes en raison de l'aridité du climat. La température descend facilement à −20 °C.

#### Patagonie occidentale
Les vallées de l'Ouest se rapprochent d'un climat en montagne, les étés sont frais et les nuits froides, et les moyennes sont d'environ 2 °C en hiver.

### Extrême-Sud
Le mois plus chaud a une moyenne maximale moyenne (celle du jour) de seulement 14 °C, alors que celle des nuits (la température minimale moyenne) est de 5 °C. Il est très courant de voir des journées à 7 °C en plein été avec parfois de la neige. La température en été à Ushuaïa est de 9,2 °C. De plus, pendant les mois les plus chauds, l'ensoleillement est faible car il y a beaucoup de pluies et le temps est très couvert.

## Précipitations

### Extrême-Nord
Les précipitations varient de 2 500 mm dans la jungle de Misiones, à 1 000 mm dans le Gran Chaco , et seulement 100 mm dans les régions les plus arides de l'Ouest.

### Pampa humide
Les précipitations moyennes annuelles sont d'environ 1 200 mm.

### Patagonie
Les précipitations moyennes annuelles sont plus faibles sur la côte, elles sont de 250 mm mais beaucoup de régions reçoivent plus de 1 500 mm de pluie et neige, et quelques secteurs isolés voient jusqu'à 4 500 mm par an.

## Records
Les températures les plus chaudes et les plus froides du continent ont été mesurées en Argentine : plus de 49 °C l'été, à Rivadavia, et −42 °C l'hiver, au Valle de Los Patos, à San Juan[réf. nécessaire].

### Pampa
La Pampa peut être une zone rigoureuse en hiver. Des gelées peuvent se produire avec des températures souvent autour de −5 °C, mais rarement moins, quoique les records approchent les −10 °C. La neige est très rare étant donné que l'hiver est la saison la plus sèche

### Patagonie
Les records indiquent des valeurs proches de −35 °C lors d'hivers exceptionnels, où certains villages sont isolés par la neige pendant des semaines.
Dans toute la Patagonie, et surtout dans le sud, on enregistre les plus forts vents au monde : dans certaines villes, la moyenne dépasse les 30 km/h tous les mois, et lors des tempêtes, la vitesse du vent atteint  100 km/h à 150 km/h

## Exemples

### Climat subtropical humide
| Mois                                | jan. | fév.  | mars  | avril | mai  | juin | jui. | août | sep. | oct. | nov.  | déc. | année   |
| ----------------------------------- | ---- | ----- | ----- | ----- | ---- | ---- | ---- | ---- | ---- | ---- | ----- | ---- | ------- |
| Température minimale moyenne (°C)   | 19,6 | 18,9  | 16,9  | 13,3  | 10,4 | 7,7  | 7,6  | 8,3  | 10   | 12,7 | 15,4  | 18,1 | 13,2    |
| Température moyenne (°C)            | 24,5 | 23,4  | 21,3  | 17,6  | 14,4 | 11,2 | 11   | 12,3 | 14,4 | 17,2 | 20,3  | 23   | 17,6    |
| Température maximale moyenne (°C)   | 29,9 | 28,6  | 26,3  | 22,8  | 19,3 | 15,7 | 15,4 | 17,1 | 19,3 | 22,1 | 25,2  | 28,2 | 22,4    |
| Précipitations (mm)                 | 119  | 117,6 | 134,1 | 97    | 73,6 | 62,6 | 66,3 | 69,8 | 73,3 | 119  | 108,6 | 105  | 1 145,9 |
| Nombre de jours avec précipitations | 9    | 9     | 9     | 9     | 8    | 6    | 7    | 8    | 7    | 10   | 10    | 9    | 101     |
| Humidité relative (%)               | 64   | 68    | 72    | 76    | 77   | 79   | 79   | 74   | 70   | 69   | 66    | 63   | 71      |

### Climat subpolaire océanique
| Mois                              | jan. | fév. | mars | avril | mai  | juin | jui. | août | sep. | oct. | nov. | déc. | année |
| --------------------------------- | ---- | ---- | ---- | ----- | ---- | ---- | ---- | ---- | ---- | ---- | ---- | ---- | ----- |
| Température minimale moyenne (°C) | 5,9  | 5,5  | 4,4  | 2,6   | 0,7  | −1,1 | −1,4 | −0,7 | 0,7  | 2,5  | 3,9  | 5,1  | 2,3   |
| Température moyenne (°C)          | 10,4 | 9,8  | 8,7  | 6,5   | 3,9  | 1,8  | 1,7  | 2,7  | 4,5  | 6,5  | 8,4  | 9,5  | 6,2   |
| Température maximale moyenne (°C) | 14,9 | 14,2 | 12,9 | 10,4  | 6,9  | 4,7  | 4,7  | 6,1  | 8,3  | 10,6 | 12,8 | 13,9 |       |
| Précipitations (mm)               | 52,4 | 42,2 | 51,8 | 42,6  | 34,5 | 66,8 | 41,5 | 39,6 | 56,3 | 57,9 | 39,3 | 61,2 | 586,1 |

### Climat désertique
| Mois                              | jan. | fév. | mars | avril | mai  | juin | jui. | août | sep. | oct. | nov. | déc. | année |
| --------------------------------- | ---- | ---- | ---- | ----- | ---- | ---- | ---- | ---- | ---- | ---- | ---- | ---- | ----- |
| Température minimale moyenne (°C) | 14,8 | 13,8 | 10,6 | 6,2   | 3,1  | 0,6  | −0,1 | 1,3  | 3,9  | 7,7  | 11,2 | 14   | 7,26  |
| Température maximale moyenne (°C) | 31,4 | 30,3 | 26,7 | 21,7  | 16,8 | 12,9 | 12,8 | 15,8 | 18,9 | 22,8 | 27   | 30   | 22,26 |
| Précipitations (mm)               | 15,7 | 14,6 | 26,6 | 15,7  | 12,3 | 16,3 | 14,7 | 11   | 16,7 | 18,6 | 9,7  | 13,6 | 185,5 |
| Humidité relative (%)             | 37   | 43   | 53   | 61    | 66   | 69   | 69   | 58   | 49   | 45   | 39   | 37   | 52,17 |